# Rinder-Somatotropin
Rinder-Somatotropin (abgekürzt bST oder BST für englisch bovine somatotropin) ist ein Peptidhormon, das in der Hirnanhangsdrüse von Rindern gebildet wird und als Wachstumshormon wirkt. Es wird daher auch als Rinder-Wachstumshormon (engl. bovine growth hormone, BGH) bezeichnet. Die Aminosäuresequenz des Proteins ist zu über 70 Prozent mit dem humanen Somatotropin identisch. In der EU ist Rinder-Somatotropin zur Vermarktung und zur Behandlung von Milchkühen verboten.

## Geschichte
Im Jahr 1937 hatte die Verabreichung von BST zu einer erhöhten Milchproduktion bei Milchkühen geführt, da es ein Absterben der Milchdrüsenzellen während der Laktation verhindert. Der Einsatz von BST in der Landwirtschaft war bis in die 1980er Jahre begrenzt, da Rinderkadaver die einzige Bezugsquelle darstellten.
Monsanto brachte 1994 rekombinant hergestelltes Rinder-Somatotropin (rBST) unter dem Produktnamen Posilac auf den Markt. Dieses wird von gentechnisch veränderten Bakterien (Escherichia coli) produziert, die das BST-Gen auf einem Vektor tragen.
Monsanto verkaufte im August 2008 Posilac und alle damit verbundenen Rechte an Elanco Animal Health. Posilac ist bisher weder in Kanada noch Europa zugelassen. Der Aufruf von US-Konsumenten gegen den Einsatz künstlicher Wachstumshormone führte 2009 zu einem Domino-Effekt in der Milchproduktion, diese rBST-frei herzustellen.

## Anwendung von Posilac
Wachstumshormone, die Milchkühen zur Erhöhung der Milchproduktion injiziert werden, sind unter einer Vielzahl von Bezeichnungen bekannt. Im Allgemeinen beziehen sich diese Bezeichnungen jedoch auf das Produkt des Monsanto-Konzerns. Entsprechend dem Monsanto-Beipackzettel kann Injektion der Milchkühe die durchschnittliche 300-Tage Leistung der Milchproduktion um 10 % erhöhen.
Posilac verhindert das etwa 70 Tage nach Beginn der Laktation einsetzende Absterben von Milchdrüsenzellen in Milchkühen. Daraus resultiert im Ganzen eine höhere Produktion während der Laktationsphase. Da die Milchproduktion der Kuh während der Laktationsphase gemäß einer bekannten Kurve zu- und abnimmt, kann der Einsatz von Posilac das Resultat gezielt verbessern.
Die normale Kuh produziert mit ihrer Laktation eine begrenzte Menge Milch. Die Produktion erhöht sich täglich, bis um den Tag 70 die Höchstproduktion erreicht ist. Von diesem Zeitpunkt an, bis die Kuh trocken ist, vermindert sich die Produktion langsam. Zum Teil bewirkt die Anzahl der milchproduzierenden Zellen im Euter diese Erhöhung und Verminderung der Milchproduktion. Die Anzahl der Zellen ist am Anfang gering, erhöht sich während der ersten Zeit der Laktationphase, vermindert sich dann, während die Laktation weitergeht. Einmal abgestorben wachsen diese Zellen normalerweise nicht neu bis zur nächsten Laktationsphase.
Um mit Posilac eine Höchstwirkung zu erzielen, werden Landwirte angehalten, die erste Dosis Posilac um den 50. Tag der Laktationsphase der Kuh einzusetzen, also kurz vor der Höchstproduktion. Posilac erhält dann die zu diesem Zeitpunkt bestehenden Milchproduktionszellen am Leben. Nach der Höchstleistung vermindert sich die Produktion deshalb mit Posilac langsamer als ohne Posilac. So wird ein höherer Milchertrag über die Zeitspanne der Laktationsphase erzielt. Im besten Falle erhöht sich dieser Ertrag durch den Einsatz von Posilac auf sieben bis acht Liter Milch mehr am Tag.
In den USA wurden laut Monsanto im Jahr 1999 etwa 30 % der Milchkühe (circa 3 Millionen) mit rBST behandelt. rBST wurde 1999 in Wisconsin in 17 % der Milchwirtschaftsbetriebe eingesetzt, darunter in 75 % der Betriebe mit mehr als 200 Milchkühen. Im Jahr 2010 verwendeten in Wisconsin etwa 18 % der Milchwirtschaftsbetriebe rBST.

## Auswirkungen

### Kuhgesundheit
Als Nebenwirkungen wurden 2003 in einer Meta-Analyse eine um 25 % erhöhte Wahrscheinlichkeit der Mastitis mit teilweise auftretender Eiterbildung beschrieben. Die Empfängnisbereitschaft von Kühen sinkt während der Behandlung mit rBST um 40 %. Die Wahrscheinlichkeit für Lahmheit in Kühen ist um 55 % erhöht. Eine Meta-Analyse von 2014 konnte diese Ergebnisse nicht für die Zink-Formulierung von rbST bestätigen.

### Milch für den menschlichen Konsum
Der Einsatz von rbST wirkt sich gemäß zweier Studien (eine davon unter Beteiligung von Monsanto) nicht auf die Zusammensetzung der Kuhmilch aus. Zellkultur- und Tierversuche haben danach keine Hinweise darauf gegeben, dass Milch, die von rbST-behandelten Kühen stammt, unsicher ist.